# プレートガラス大学群
プレートガラス大学群（英: Plate Glass University）は、20世紀中期頃に設立されたイギリスの大学の総称。
16世紀以前に設立された古代の大学は石造りのゴシック建築を基調とし、19世紀から20世紀初頭に設立された大学は赤レンガ造りゆえに「赤レンガ大学群」と呼称されている一方で、20世紀中期に設立された大学は、モダニズム的な板ガラスや鉄鋼などを多用した建築であったことが呼称の由来である。

## 概要
もとは、1963年のロビンズ報告に先立ち、1950年代後半から1960年代前半に大学教育資助委員会（UGC）の決定に従って設立した大学を指す。しかし、現在ではロビンズ報告の結果として設立した大学も含める。
呼称については、イギリス人弁護士のマイケル・ベロフが1968年に出版した著書を起源とする。ベロフの著書は、1960年代に新設された7つの大学のみを「プレートガラス大学群」として言及し、既存の大学やカレッジの編成を経て設置された大学はこれに含めなかった。
一方で、2016年には教育省が「旧大学」（1800年以前）、「赤レンガ大学」（1800～1960年）、「プレートガラス大学」（1960～1992年）、「新大学」（1992年以降）の4つの年代へと大学を分類し、「プレートガラス大学」にはベロフの意向に反してにカレッジから派生した大学が多く含まれた。

## 大学一覧
| 大学名                                             | 設立年     | 所在地         |
| -------------------------------------------------- | ---------- | -------------- |
| ベロフの著書で挙げられた大学                       |            |                |
| イースト・アングリア大学 University of East Anglia | 1963       | イングランド   |
| エセックス大学 University of Essex                 | 1964～1965 | イングランド   |
| ケント大学 University of Kent at Canterbury        | 1965       | イングランド   |
| ランカスター大学 University of Lancaster           | 1964       | イングランド   |
| サセックス大学 University of Sussex                | 1961       | イングランド   |
| ウォーリック大学 University of Warwick             | 1965       | イングランド   |
| ヨーク大学 University of York                      | 1963       | イングランド   |
| 教育省によって定められた上記以外の大学             |            |                |
| アストン大学 Aston University                      | 1966       | イングランド   |
| バース大学 University of Bath                      | 1966       | イングランド   |
| ブラッドフォード大学 University of Bradford        | 1966       | イングランド   |
| ブルネル大学 Brunel University                     | 1966       | イングランド   |
| バッキンガム大学 University of Buckingham          | 1983       | イングランド   |
| ロンドン大学シティ校 City, University of London    | 1966       | イングランド   |
| ヘリオット・ワット大学 Heriot-Watt University      | 1966       | スコットランド |
| キール大学 Keele University                        | 1962       | イングランド   |
| ラフバラー大学 Loughborough University             | 1966       | イングランド   |
| ニューカッスル大学 Newcastle University            | 1963       | イングランド   |
| オープン大学 Open University                       | 1969       | イングランド   |
| サルフォード大学 University of Salford             | 1967       | イングランド   |
| ダンディー大学 University of Dundee                | 1969       | スコットランド |
| スターリング大学 University of Stirling            | 1967       | スコットランド |
| ストラスクライド大学 University of Strathclyde     | 1964       | スコットランド |
| サリー大学 University of Surrey                    | 1966       | イングランド   |
| アルスター大学 University of Ulster                | 1968       | 北アイルランド |